# Lerner
Lerner ist ein englischer und deutscher Familienname.

## Namensträger
- Abba P. Lerner (1903–1982), US-amerikanischer Ökonom
- Al Lerner (1919–2014), US-amerikanischer Pianist, Komponist und Arrangeur
- Alan Jay Lerner (1918–1986), US-amerikanischer Autor und Liedtexter
- Alejandro Lerner (* 1957), argentinischer Musiker
- Alexander Lerner (1913–2004), sowjetisch-israelischer Kybernetiker und Dissident
- Avi Lerner (* 1947), israelischer Filmproduzent
- Barbara Lerner Spectre (* 1942), US-amerikanische politische Aktivistin, Journalistin und Herausgeberin
- Ben Lerner (* 1979), US-amerikanischer Schriftsteller
- Boria Lerner (1914–1943), rumänischer Widerstandskämpfer
- Carl Lerner (1912–1973), US-amerikanischer Regisseur und Filmeditor
- Dag Lerner (* 1960), deutscher Musiker und DJ, siehe DJ Dag
- Daniel Lerner (1917–1980), US-amerikanischer Soziologe
- Danny Lerner (1952–2015), israelischer Filmproduzent
- David Lerner (1951–1997), US-amerikanischer Lyriker und Verleger
- Franz Lerner (1903–1995), deutscher Historiker
- Gail Lerner (* 1970), US-amerikanische Filmregisseurin, Drehbuchautorin und Filmproduzentin
- Gerda Lerner (1920–2013), US-amerikanische Historikerin
- Harriet Lerner (* 1944), US-amerikanische Psychologin
- Irving Lerner (1909–1976), US-amerikanischer Regisseur
- Jaime Lerner (1937–2021), brasilianischer Architekt, Stadtplaner und Politiker
- Kostjantyn Lerner (1950–2011), ukrainischer Schachspieler
- Marilyn Lerner (* 1957), kanadische Pianistin und Komponistin
- Max Lerner (1902–1992), US-amerikanischer Politikwissenschaftler
- Meir Lerner (1857–1930), deutscher Oberrabbiner
- Michael Lerner (Schauspieler) (1941–2023), US-amerikanischer Schauspieler
- Michael Lerner (Rabbiner) (1943–2024), US-amerikanischer progressiver Rabbiner und Publizist
- Mike Lerner, britischer Filmproduzent
- Mitch Lerner, US-amerikanischer Schauspieler, Filmschaffender und Synchronsprecher
- Monét Tatianna Lerner (auch Monet Monico; * 1990), US-amerikanische Schauspielerin und Filmproduzentin
- Murray Lerner (1927–2017), US-amerikanischer Dokumentarfilmer
- Ossip Lerner (1847–1907), russischer Autor und Theaterleiter
- Randy Lerner (* 1962), US-amerikanischer Geschäftsmann und Sportvereinsbesitzer
- Richard Lerner (Regisseur), Regisseur, Drehbuchautor, Produzent und Kameramann
- Richard Lerner (Kameramann), Kameramann, Regisseur und Produzent
- Richard A. Lerner (1938–2021), US-amerikanischer Biochemiker
- Robert E. Lerner (* 1940), US-amerikanischer Historiker und Hochschullehrer
- Salomón Lerner Febres (* 1944), peruanischer Rechtswissenschaftler, Philosoph und Menschenrechtler
- Salomón Lerner Ghitis (* 1946), peruanischer Politiker
- Sara Hestrin-Lerner (1918–2017), kanadisch-israelische Physiologin
- Stefan Lerner (* 1988), österreichischer Fußballspieler
- Theodor Lerner (1866–1931), deutscher Journalist und Polarforscher
- Tina Lerner (1889–1947), russisch-amerikanische Pianistin
- Titus Lerner (* 1954), deutscher Maler und Bildhauer
- Ute Maria Lerner (* 1963), deutsche Schauspielerin
- Yariv Lerner, US-amerikanischer Filmproduzent
- Yehuda Lerner (1926–2007), polnischer Widerstandskämpfer